# Bajan (instrument)

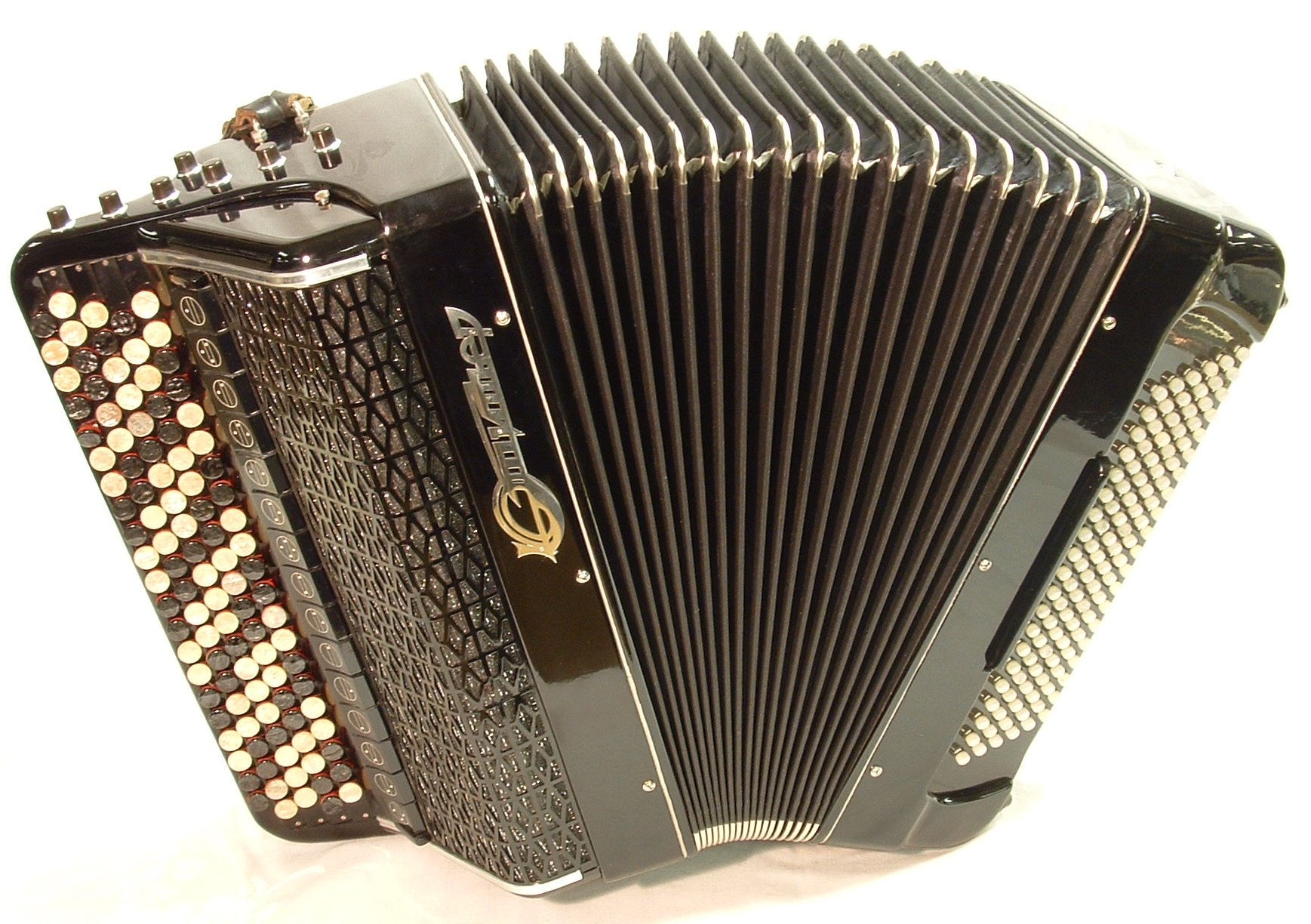
Bajan

Bajan – instrument muzyczny; odmiana akordeonu pochodzenia rosyjskiego z trzyrzędowym bądź pięciorzędowym układem klawiatur guzikowych dla obu rąk. 
Nazwę swą zawdzięcza legendarnemu śpiewakowi wędrownemu Bojanowi, wymienionemu w staroruskim poemacie Słowo o wyprawie Igora, pochodzącym z XII wieku.
Instrument ten został skonstruowany pod koniec XIX wieku (ok. 1890). Ma chromatyczną skalę dźwiękową, za pomocą guzików otwierane są kanaliki łączące poszczególne stroiki z miechem. Dla lewej ręki guziki basowe, otwierając kilka kanalików, działają na zasadzie akordu w akordeonie.